# Guillaume le Maréchal (2e comte de Pembroke)
 (juillet 2010).
Si vous disposez d'ouvrages ou d'articles de référence ou si vous connaissez des sites web de qualité traitant du thème abordé ici, merci de compléter l'article en donnant les références utiles à sa vérifiabilité et en les liant à la section « Notes et références ».
Pour l’article homonyme, voir son père Guillaume le Maréchal.
Pour les articles homonymes, voir Le Maréchal.
Guillaume le Maréchal, dit le jeune (vers 1190 – 6 avril 1231), 2e comte de Pembroke, fut un noble anglais du Moyen Âge et le fils du célèbre Guillaume le Maréchal, 1er comte de Pembroke.

## Jeunesse
Guillaume naît en Normandie probablement durant l'hiver 1190/1191. De 1203 à 1212, il est otage à la cour du roi Jean d'Angleterre, comme garantie de fidélité de sa famille à la Couronne. Guillaume épouse Alice de Béthune, fille de l'ami de son père, Baudouin de Béthune, et d'Hawise d'Aumale, comtesse d'Aumale, en septembre 1214. Le mariage se brise avant 1215, probablement avec la mort d'Alice.
Pendant la révolte des barons de 1215, Guillaume est aux côtés des rebelles, tandis que son père combat pour le roi. Quand le prince Louis de France prend le château de Worcester en 1216, cependant, le vieux Guillaume prévient son fils de quitter le château, juste avant que Ranulph de Blondeville, comte de Chester ne le reprenne. En mars 1217, il est absous et rallie la cause royale. À la bataille de Lincoln, il combat avec son père.

## Le comte Maréchal
À la mort de son père en 1219, il lui succède comme comte de Pembroke et Lord Maréchal d'Angleterre. Ces deux titres de pouvoir, liés à la stature légendaire de son père, font de Guillaume l'un des principaux et plus puissants nobles d'Angleterre. En 1224, Guillaume se marie avec Aliénor d'Angleterre, jeune fille du roi Jean et d'Isabelle d'Angoulême, renforçant ainsi ses liens avec la famille des Plantagenêts.
En 1223, Guillaume rejoint ses terres d'Irlande pour mener campagne contre Llywelyn ap Iorwerth, qui a attaqué ses possessions de Pembroke. Il est victorieux, mais il est considéré comme trop indépendant par les régents du jeune roi Henri III. En 1226, il reçoit l'ordre de rendre à la Couronne la garde des châteaux royaux de Cardigan et de Carmarthen, qu'il a pris à Llywelyn. La même année, Hugues de Lacy, 1er comte d'Ulster, commence à attaquer les terres de Guillaume et du roi en Irlande. Guillaume est nommé justicier d'Irlande et parvient à soumettre Hugues.
Guillaume accompagne le roi en Bretagne en 1230 et prend la tête de l'armée quand le roi rentre en Angleterre. Par la suite, en février 1231, Guillaume rentre à son tour en Angleterre. Là, il arrange le mariage de sa sœur Isabelle, veuve de Gilbert de Clare, 4e comte d'Hertford, avec Richard, comte de Cornouailles, frère du roi Henri III. Guillaume meurt en avril de la même année. Matthieu Paris affirme qu'Hubert de Bourg, justicier d'Angleterre, a été plus tard accusé d'avoir empoisonné Guillaume, mais aucune autre source ne confirme ces dires.

## Postérité
Guillaume n'a pas laissé d'héritiers et ses titres passent à son jeune frère, Richard le Maréchal, 3e comte de Pembroke.
Au cours de sa vie, Guillaume le Maréchal a commandé la rédaction d'une biographie de son père, intitulée L'Histoire de Guillaume le Mareschal. Il a été inhumé à l'église du Temple, à Londres, près de son père, où son effigie est toujours visible.